# Wzgórze Akademickie
Wzgórze Akademickie – wzniesienie o wysokości 51 m n.p.m. w północnej części Wzgórz Bukowych, na terenie Parku Leśnego Zdroje, w dzielnicy Szczecin-Podjuchy. Wysunięty ku zachodowi fragment wzgórza jest częścią hałdy dawnej kopalni kredy. Południowe i wschodnie stoki zalesione i opadające ku wyrobisku kopalni, natomiast północne i zachodnie – trawiaste i strome. Z wierzchołka doskonały widok na Szczecin, Dolinę Dolnej Odry i Wzniesienia Szczecińskie. Przez wzgórze przechodzi  Szlak do Szwedzkiego Kamienia. U podnóża przebiega trasa kolejowa Szczecin Główny – Szczecin Dąbie.

## Galeria

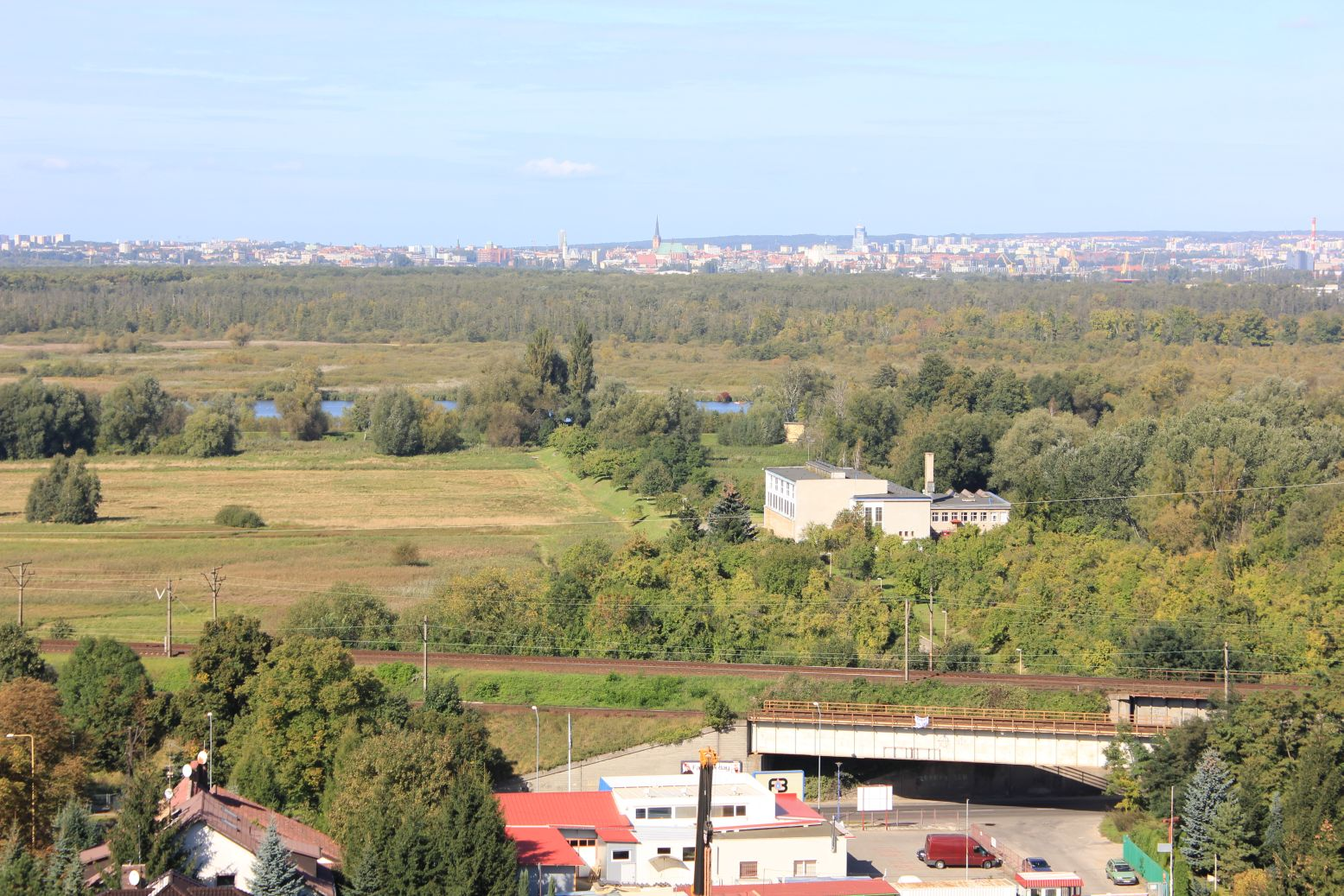
Panorama lewobrzeżnego Szczecina
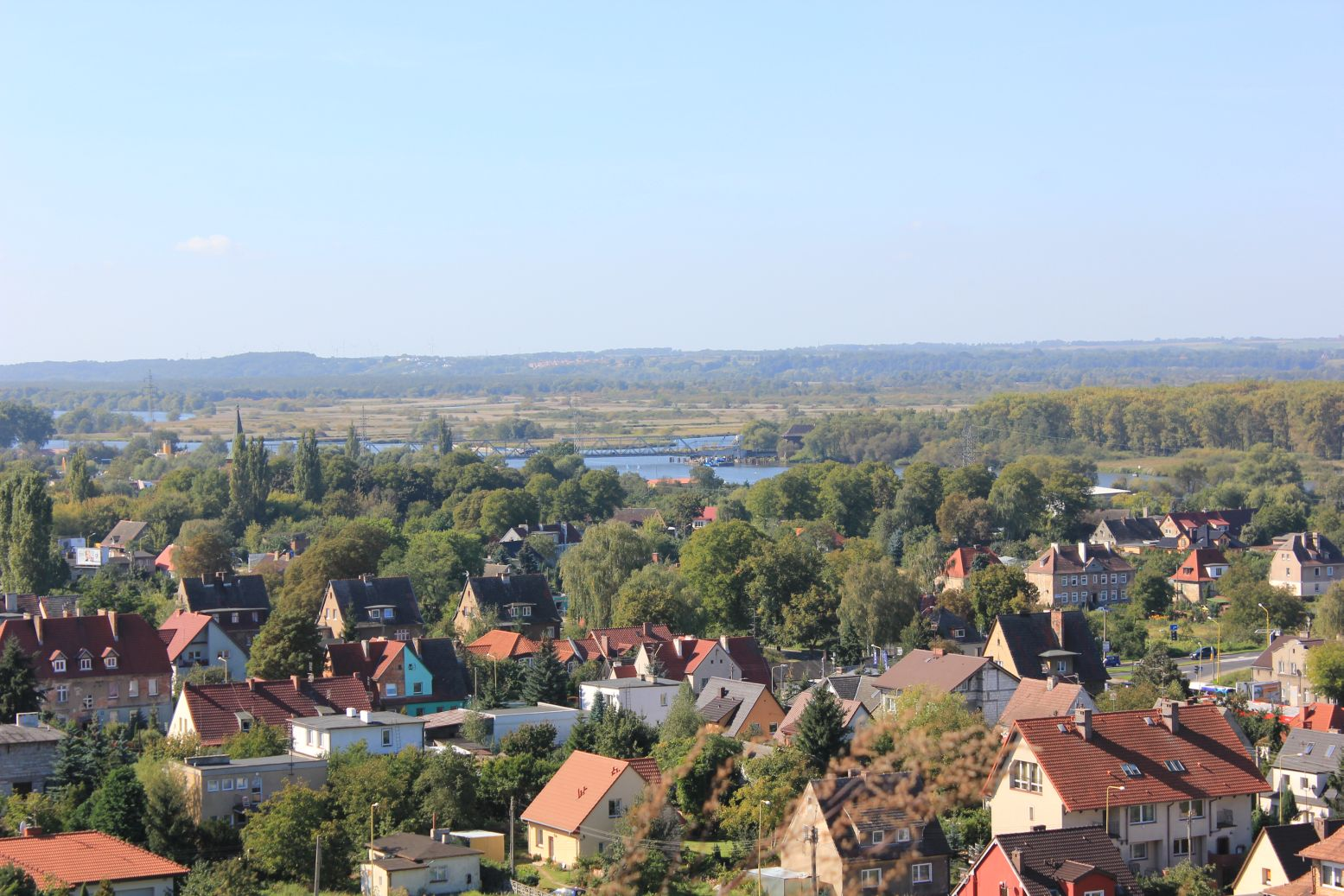
Panorama na Podjuchy, Regalicę i Wał Stobniański
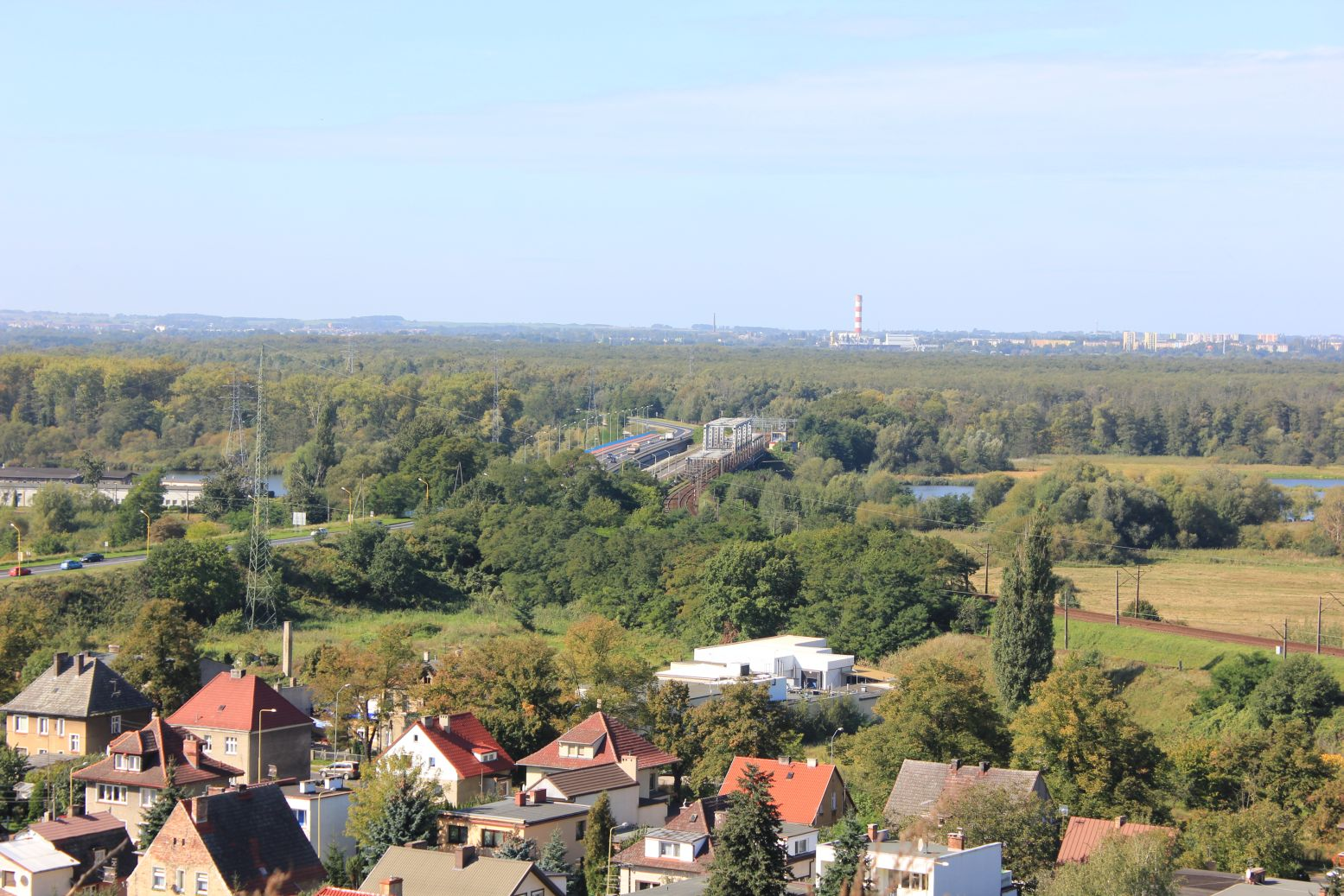
Most Gryfitów i trasa kolejowa Szczecin Gł. – Szczecin Dąbie. W tle Pomorzany
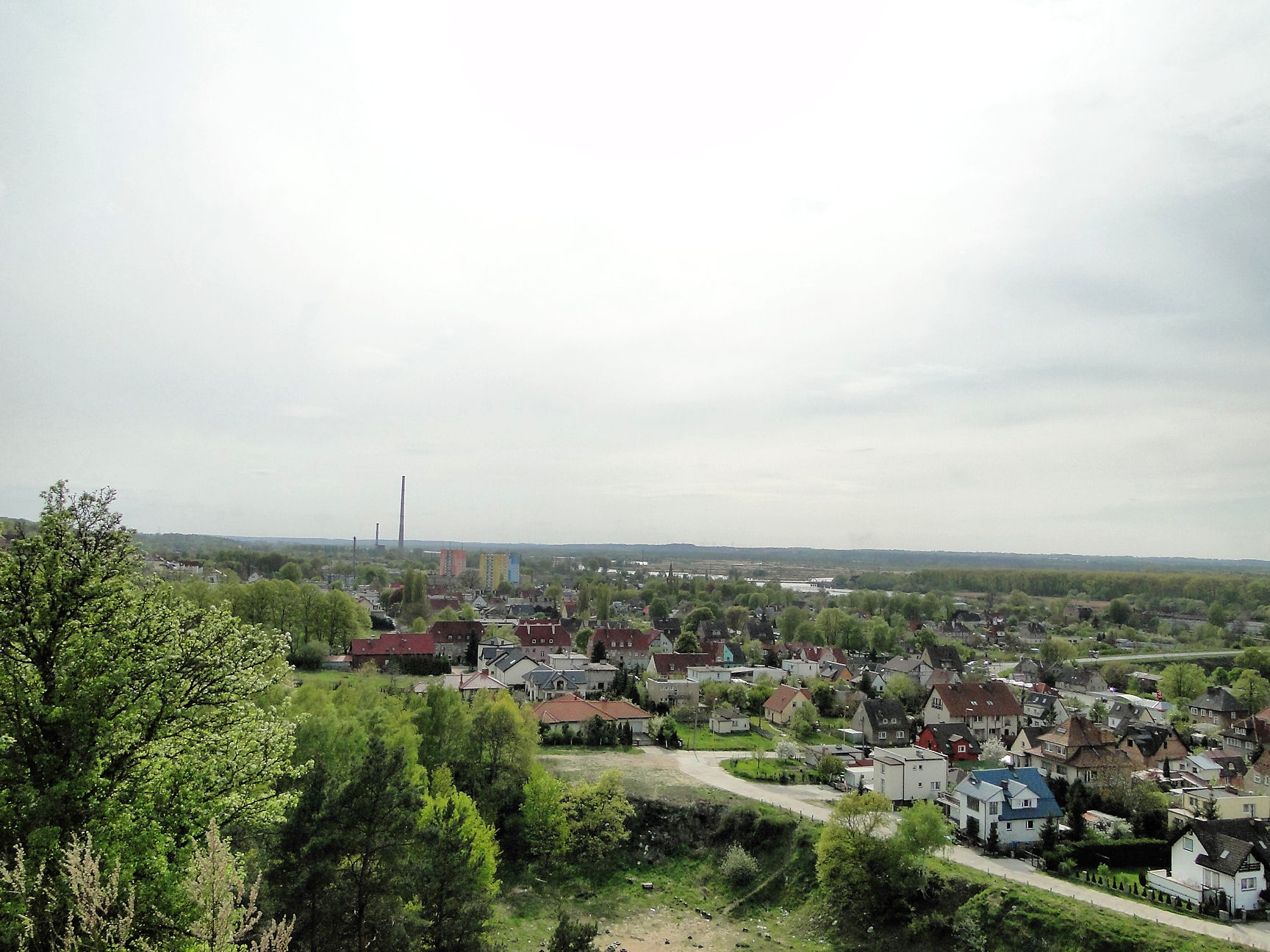
Widok na Podjuchy